# San Possidonio
San Possidonio är en ort och kommun i provinsen Modena i regionen Emilia-Romagna i Italien. Kommunen hade 3 552 invånare (2018).